# Шаманова, Нина Никифоровна
Нина Никифоровна Шаманова (29 июля 1937, Москва — 29 октября 2021, Москва) — советская спортсменка, пятикратная чемпионка СССР (1960—1963, 1965) и пятикратная чемпионка Европы (1959—1961, 1963, 1964) по академической гребле. Заслуженный мастер спорта СССР (1963). Судья всесоюзной категории (1982). Заслуженный работник физической культуры России (1998).

## Биография
Родилась 29 июля 1937 года в Москве. Начала заниматься академической греблей в возрасте 12 лет у Екатерины Титовой, впоследствии продолжила тренироваться под руководством Петра Сергеева. Выступала за спортивные общества «Труд» и «Спартак».
Наиболее значимых результатов добивалась в конце 1950-х и первой половине 1960-х годов, когда пять раз становилась чемпионкой СССР в классе четвёрок распашных с рулевыми. В тот же период времени входила в состав сборной страны и пять раз выигрывала золотые медали чемпионатов Европы в той же дисциплине.
Окончила ГЦОЛИФК. В 1967 году завершила свою спортивную карьеру. После завершения спортивной карьеры занималась тренерской и судейской деятельностью, возглавляла московскую городскую коллегию судей по академической гребле. В 1992—2002 годах была директором специализированной детско-юношеской спортивной школы олимпийского резерва «Красный Октябрь».
Умерла 29 октября 2021 года в Москве. Похоронена на Востряковском кладбище. С 2022 года на гребном канале «Москва» ежегодно проводятся юношеские и юниорские соревнования по академической гребле, посвящённые памяти Нины Шамановой. 